# Kritchana Yod-Ard
Kritchana Yod-Ard (thailändisch กฤษชนะ ยอดอาจ, * 7. Juni 1988 in Samut Prakan) ist ein thailändischer Fußballspieler.

## Karriere
Kritchana Yod-Ard unterschrieb 2009 seinen ersten Vertrag beim Zweitligisten Police United in Bangkok. Gleich im ersten Jahr wurde er mit dem Verein Meister der Thai Premier League Division 1 und stieg somit in die Erste Liga, der Thai Premier League, auf. 2014 wurde der Torwart an den Zweitligisten Ayutthaya FC ausgeliehen. Am Ende der Saison musste er mit dem Verein aus Ayutthaya in die Dritte Liga absteigen. 2016 wechselte er zu Nakhon Pathom United FC. Der Verein aus Nakhon Pathom spielte in der Zweiten Liga des Landes. Zum Ligakonkurrenten Chainat Hornbill FC ging er 2017. Mit Chainat wurde er 2017 Meister der Thai League 2 und stieg somit in die Erste Liga auf. 2019 ging er wieder in die Zweite Liga und schloss sich MOF Customs United FC aus Bangkok an. 13 Mal stand in der Saison 2019 für die Customs im Tor der Zweiten Liga. Am Ende der Saison wurde sein Vertrag nicht verlängert.

## Erfolge
Police United
- 2009 – Thai Premier League Division 1 – Meister  ▲

Chainat Hornbill FC
- 2017 – Thai League 2 – Meister  ▲